# Lipová-lázně
Lipová-lázně (in tedesco Nieder Lindewiese) è un comune della Repubblica Ceca facente parte del distretto di Jeseník, nella regione di Olomouc.